# Copa President de Surinam de futbol
La copa President de Surinam de futbol (o Supercopa surinamesa de futbol) és la màxima competició de Surinam de futbol per eliminatòries. És organitzada per la Surinaamse Voetbal Bond.

## Historial
- 1993 : PVV 2-1 SV Transvaal
- 1994 : SV Robinhood venç SV Leo Victor
- 1995 : SV Robinhood 2-0 Corona Boys
- 1996 : SV Robinhood 1-0 SV Transvaal
- 1997 : SV Transvaal 1-1 SV Voorwaarts [pen]
- 1998 : no es disputà
- 1999 : SV Robinhood 3-2 SV Transvaal
- 2000 : no es disputà
- 2001 : SV Robinhood 3-2 SV Transvaal [gol d'or]
- 2002 : SV Voorwaarts 2-1 SV Transvaal
- 2003 : SV Leo Victor 4-2 FCS Nacional
- 2004 : Walking Bout Company 5-0 Super Red Eagles
- 2005 : FCS Nacional 1-0 SV Robinhood
- 2006 : Walking Bout Company 4-2 SV Robinhood
- 2007 : Inter Moengotapoe 4-2 SV Robinhood
- 2008 : SV Transvaal 3-0 Inter Moengotapoe
- 2009 : Walking Bout Company 3-0 Inter Moengotapoe